# Efibulobasidium albescens
Efibulobasidium albescens är en svampart som först beskrevs av Sacc. & Malbr., och fick sitt nu gällande namn av K. Wells 1975. Efibulobasidium albescens ingår i släktet Efibulobasidium och familjen Sebacinaceae.   Inga underarter finns listade i Catalogue of Life.